# Tourmignies

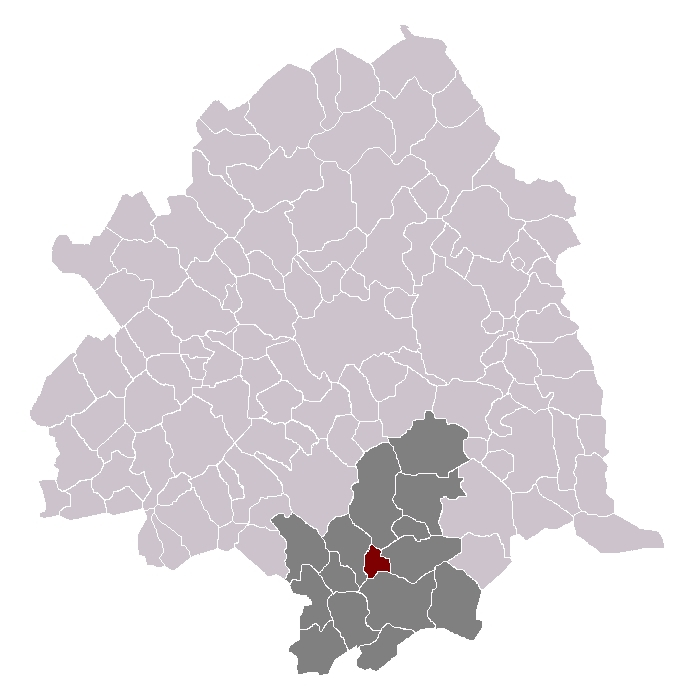
Ubicació de Tourmignies dins del cantó i el districte

Tourmignies és un municipi francès, situat a la regió dels Alts de França, al departament del Nord. L'any 2006 tenia 694 habitants. Limita al nord amb Avelin, a l'est amb Mérignies, al sud amb Mons-en-Pévèle i a l'oest amb Attiches.

## Demografia
| 1962                                       | 1968 | 1975 | 1982 | 1990 | 1999 | 2006 |
| ------------------------------------------ | ---- | ---- | ---- | ---- | ---- | ---- |
| 476                                        | 506  | 576  | 596  | 615  | 756  | 694  |
| Des de 1962: població sense dobles comptes |      |      |      |      |      |      |

## Administració
| Període   | Identitat         | Partit |
| --------- | ----------------- | ------ |
| 2001-2005 | Jean-Louis Wambre |        |
| 2005-     | Alain Duchesne    | MoDem  |